# Saint-Martin-des-Champs (Cher)
Saint-Martin-des-Champs é uma comuna francesa na região administrativa do Centro, no departamento de Cher. Estende-se por uma área de 18,96 km². Em 2010 a comuna tinha 309 habitantes (densidade: 16,3 hab./km²).